# Reaktivno letalo
Reaktivno letalo (ali včasih imenovan le reaktivec) je letalo s pogonom na reaktivne motorje. Reaktivna letala večinoma letijo mnogo hitreje kot propelerska letala in na večjih višinah (10.000-15.000 m). Na teh višinah reaktivni motorji dosežejo najvišjo učinkovitost na dolgo razdaljo (medtem ko propelerska letala najvišjo učinkovitost dosežejo na znatno manjših višinah). Nekatera letala na reaktivni pogon lahko letijo hitreje od hitrosti zvoka. 
Frank Whittle, angleški izumitelj in RAF častnik, je koncept reaktivnega pogona razvil že leta 1928. Hans von Ohain je v Nemčiji isti koncept razvil samostojno skoraj desetletje pozneje, konec 1930.-ih let. V svojem pismu februarja 1936 je Ernestu Heinklu opisal svoj izum in njegove možnosti. O konceptu kompresorjev in turbin pa je že leta 1926 pisal angleški inženir Alan Arnold Griffith.
- Heinkel He 178, prvo letalo na svetu, ki je avgusta leta 1939 poletelo izključno na turboreaktivni pogon
- Messerschmitt Me 262, prvo reaktivno letalo v redni uporabi
- de Havilland Comet, prvo potniško reaktivno letalo

## Primerjava potniških letal
|                                                            | Tupoljev Tu-204 | Airbus A320  | Boeing 757 | Tupoljev Tu-154 |
| ---------------------------------------------------------- | --------------- | ------------ | ---------- | --------------- |
| Kapaciteta potnikov                                        | 212             | 199          | 216        | 176             |
| Maks. vzletna masa (v tonah)                               | 107,5           | 89           | 108,8      | 102             |
| Maksimalna teža tovora (v tonah)                           | 21              | 21,3         | 22,6       | 18              |
| Potovalna hitrost (km/h)                                   | 850             | 900          | 850        | 950             |
| Poraba goriva v gramih na potniški kilometer (g/potnik•km) | 19,3            | 18,5         | 23,4       | 27,5            |
| Cena (v milijonih ameriških dolarjev)                      | 35 (2007)       | 87-92 (2008) | 80 (2002)  | 15 (1997)       |